# العلاقات الكورية الجنوبية النيكاراغوية
العلاقات الكورية الجنوبية النيكاراغوية هي العلاقات الثنائية التي تجمع بين كوريا الجنوبية ونيكاراغوا.

## مقارنة بين البلدين
هذه مقارنة عامة ومرجعية للدولتين:
| وجه المقارنة                                              | كوريا الجنوبية                                                          | نيكاراغوا        |
| --------------------------------------------------------- | ----------------------------------------------------------------------- | ---------------- |
| المساحة (كم2)                                             | 100.30 ألف                                                              | 130.38 ألف       |
| عدد السكان (نسمة)                                         | 51.47 مليون                                                             | 6.22 مليون       |
| الكثافة السكانية (ن./كم²)                                 | 513.16                                                                  | 47.71            |
| العاصمة                                                   | سول                                                                     | ماناغوا          |
| اللغة الرسمية                                             | اللغة الكورية                                                           | اللغة الإسبانية  |
| العملة                                                    | وون كوري جنوبي                                                          | كوردبا نيكاراغوا |
| الناتج المحلي الإجمالي (بليون دولار)                      | 1.53 تريليون                                                            | 13.81 مليار      |
| الناتج المحلي الإجمالي (تعادل القوة الشرائية) بليون دولار | 1.75 تريليون                                                            | 31.63 مليار      |
| الناتج المحلي الإجمالي الاسمي للفرد دولار أمريكي          | 27.22 ألف                                                               | 2.09 ألف         |
| الناتج المحلي الإجمالي للفرد دولار أمريكي                 |                                                                         | 4.92 ألف         |
| مؤشر التنمية البشرية                                      | 0.901                                                                   | 0.631            |
| رمز المكالمات الدولي                                      | +82                                                                     | +505             |
| رمز الإنترنت                                              | .kr                                                                     | .ni              |
| المنطقة الزمنية                                           | توقيت كوريا الجنوبية، ت ع م+09:00، آسيا/سيول ‏، ت ع م+08:00، ت ع م+08:30 | 00               |

## منظمات دولية مشتركة
يشترك البلدان في عضوية مجموعة من المنظمات الدولية، منها:
| علم المنظمة | اسم المنظمة                               | تاريخ انضمام كوريا الجنوبية | تاريخ انضمام نيكاراغوا |
| ----------- | ----------------------------------------- | --------------------------- | ---------------------- |
|             | مؤسسة التمويل الدولية                     | 16 مارس 1964                | 20 يوليو 1956          |
|             | منظمة حظر الأسلحة الكيميائية              | ?                           | ?                      |
|             | يونسكو                                    | 14 يونيو 1950               | 22 فبراير 1952         |
|             | الأمم المتحدة                             | 17 سبتمبر 1991              | 24 أكتوبر 1945         |
|             | منظمة الشرطة الجنائية الدولية             | ?                           | ?                      |
|             | البنك الدولي للإنشاء والتعمير             | 26 أغسطس 1955               | 14 مارس 1946           |
|             | الاتحاد البريدي العالمي                   | ?                           | ?                      |
|             | منظمة التجارة العالمية                    | ?                           | ?                      |
|             | مؤسسة التنمية الدولية                     | 18 مايو 1961                | 30 ديسمبر 1960         |
|             | المركز الدولي لتسوية المنازعات الاستشارية | 23 مارس 1967                | 19 أبريل 1995          |
|             | وكالة ضمان الاستثمار متعدد الأطراف        | 12 أبريل 1988               | 12 يونيو 1992          |

## وصلات خارجية
- موقع وزارة الخارجية الكورية الجنوبية
- موقع وزارة الخارجية النيكاراغوية